# Aconitum sichotense
Aconitum sichotense är en ranunkelväxtart som beskrevs av Komarov. Aconitum sichotense ingår i släktet stormhattar, och familjen ranunkelväxter. Inga underarter finns listade i Catalogue of Life.